# Administration Building
Ne doit pas être confondu avec Administration Building (Chicago).
L'Administration Building est un bâtiment américain situé dans le comté de Klamath, dans l'Oregon. Protégé au sein du parc national de Crater Lake, il a été construit en 1934-1935 dans le style rustique du National Park Service. C'est une propriété contributrice au district historique de Munson Valley depuis la création de ce district historique le 1er décembre 1988.